# Вильево
Вильево (хорв. Viljevo) — община и населённый пункт в Хорватии.
Община Вильево находится в восточной части Хорватии в Осиецко-Бараньской жупании. Община располагается в 52 км от города Осиек.

## География
В состав общины входят следующие населённые пункты (данные о населении на 2011 год):
- Вильево — 1 218 чел.
- Капелна — 294 чел.
- Иваново — 290 чел.
- Крунославлье — 89 чел.
- Црет Вильевски — 80 чел.
- Боцковац — 51 чел.
- Бланье — 43 чел.

## Демография
Население общины составляет 2 065 человек по переписи 2011 года. Национальный состав выглядит следующим образом:
- 81,26 % хорваты — 1678 чел.
- 16,46 % сербы — 340 чел.
- 1,36 % цыгане — 28 чел.
- 0,15 % венгры — 3 чел.
- 0,10 % словаки — 2 чел.
- 0,10 % албанцы — 2 чел.

## Достопримечательности
- Приходская церковь святого Апостола Андрея Первозванного в Вильево